# Siquinalá
Siquinalá ist eine knapp 30.000 Einwohner zählende Stadt und eine Gemeinde (municipio) im Departamento Escuintla im Süden Guatemalas.

## Lage
Siquinalá liegt an der von der mexikanischen Grenze bei Ciudad Tecún Umán über Coatepeque parallel zur Pazifikküste verlaufenden Straße nach Guatemala-Stadt in einer Höhe von ca. 350 m; nächstgelegene Großstadt ist Escuintla (ca. 25 km östlich). Das vom Pazifik beeinflusste Klima ist schwülwarm bis heiß; Regen (ca. 1300 bis 2000 mm/Jahr) fällt ganz überwiegend im Sommerhalbjahr.

## Bevölkerung
In der sowohl von einem kräftigen Bevölkerungswachstum als auch von Abwanderung betroffenen Stadt überwiegt eine Mischbevölkerung aus verschiedenen Ethnien europäischer und indianischer Hertkunft. Man spricht meist Spanisch.

## Wirtschaft
Landwirtschaft, Handel und Dienstleistungen an der Pazifikroute Guatemalas bilden das wirtschaftliche Rückgrat der Gemeinde.

## Geschichte
Auf dem Gebiet der nahegelegenen Stadt Santa Lucía Cotzumalguapa existierte eine vorspanische Kultur, die auch im heutigen Ort La Democracia bemerkenswerte Spuren hinterlassen hat. Seit der Eroberung durch die Spanier im frühen 16. Jahrhundert versuchte der Franziskanerorden das geistige Leben der Region zu bestimmen.

## Sehenswürdigkeiten
Siquinalá hat keine vorspanischen Kulturzeugnisse. Von geologischem Interesse ist jedoch der Peñon de Siquinalá, ein Überrest einstiger vulkanischer Aktivitäten.